# Olycka

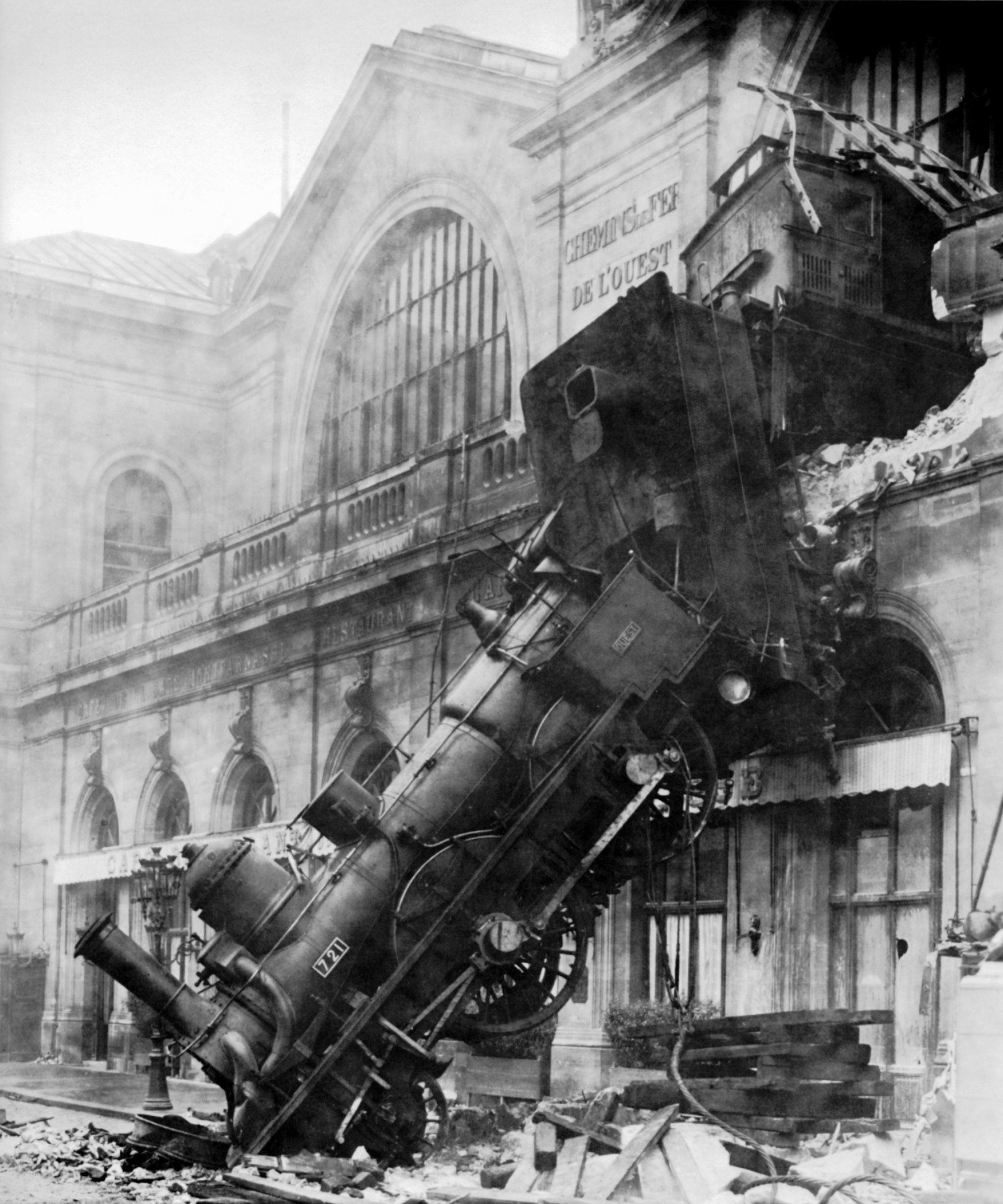
Tågolycka vid Montparnasse-stationen i Paris 1895.

Olycka, olyckshändelse eller våda, innebär att något går fel utan att någon menade det, till exempel bilar krockar på vägen, båtar sjunker i havet, flygplan havererar eller hus brinner upp sedan någon glömt släcka stearinljus. Ibland resulterar olyckor i skador och dödsfall, ibland inte. 
Olyckor kan förebyggas på olika sätt, till exempel att ha skyltar där det står till exempel "Glöm inte att släcka ljusen", installera alkolås i bilen etc. 
Tekniskt sett räknas en händelse inte som olycka om någon medvetet orsakat den, till exempel om terrorister före starten mixtrat med motorn i ett flygplan så att det havererar. Då rör det sig istället om attentat eller sabotage.

## Järnvägsolyckor
Järnvägsolyckor är olyckor som uppkommer vid järnvägsdrift. Vanliga typer av järnvägsolyckor är krockar mellan spårbundna fordon (ofta tåg), urspårningar samt plankorsningsolyckor (där ett järnvägsfordon och ett vägfordon krockar vid en plankorsning). Sveriges värsta järnvägsolycka, räknat till antal offer, är järnvägsolyckan i Getå som inträffade 1918. 
När en järnvägsolycka händer måste övrig järnvägstrafik i närheten av olyckan stoppas och spärras från området. Det är vanligt att järnvägsolyckor utreds, antingen av banförvaltaren, eller ett av olyckan berört järnvägsbolag. I vissa fall, till exempel där personer har omkommit eller fått allvarliga skador, är det vanligt att en haverikommission utreder olyckan (i Sverige, Statens haverikommission).